# Керім Лехнер
Керім «Крім» Лехнер (народився 26 січня 1989) — австрійський музикант, найбільш відомий своєю роботою на барабанах для польського технічного дез-метал- гурту Decapitated. Зараз він є барабанщиком грецького симфо-дез-метал-гурту Septicflesh.
Перед тим, як приєднатися до Decapitated, Лехнер грав у симфо-блек-метал-гурті Thorns of Ivy з 2006 по 2009 рік. Лехнер приєднався до Decapitated після перерви з 2007 по 2009 рік, замінивши померлого колишнього барабанщика Вітольда Кєлтику. Лехнер грав у гурті до відходу у вересні 2012 року, виступаючи на альбомі гурту Carnival Is Forever. 
У 2013 році Лехнер розпочав онлайн-збір коштів для фінансування свого незалежно випущеного сольного альбому під назвою Explore, випущеного 26 вересня 2013 року. Пізніше у 2013 році Лехнер замінив барабанщика польського death metal-гурту Behemoth через операцію барабанщика Збігнєва Роберта Промінського. 
У грудні 2013 року Лехнер опублікував відео, на яких він грає пісні Slipknot «People = Shit» і «Eyeless» як прослуховування, щоб стати наступним барабанщиком групи після відходу Джої Джордісона.  Однак його спекулятивна заявка зрештою була невдалою.
Lechner підтримує Meinl, Tama, Promark, Remo та Czarcie Kopyto. 
У 2014 році Лехнер гастролював з польським симфонічним блек-метал -гуртом Vesania. 
15 грудня 2014 року було оголошено, що Лехнер приєднався до Septicflesh як новий барабанщик. 
26 квітня 2017 року Лехнер випустив новий альбом під назвою Gedankenkarusell, співпрацюючи, зокрема, з Рафалом «Rasta» Piotrowski (Decapitated), Патриком Зволінскі (раніше з Blindead), Крісом «VokillCovers» Breetzi (раніше з Upon a Red Sky), Зофією " Wielebna» Fraś (Невідомий Сфінкс) і Silva Raziel (Колючки Плюща). 
Лехнер також є учасником дез-метал супергрупи Act of Denial, чий дебютний альбом Negative має вийти наприкінці 2020 року.

## Дискографія
з Thorns of Ivy
- "Deathwish" (сингл, 2007, випущений самостійно)
- «Beneath Semingly Dead Soil» (сингл, 2008, випущений самостійно)

з Mondstille
- Am Ende... (2008, White Bird Records)

з With Decapitated
- Carnival Is Forever (2011, Nuclear Blast)

з Redemptor
- The Jugglernaut (2014, випущений самостійно)

Як Керім
- Explore (2013, випущено самостійно)
- Krimhera (2014, випущено самостійно)
- Gedankenkarussell (2017, випущено самостійно)

з Septicflesh
- Codex Omega (2017, Сезон туману )
- Modern Primitive (2022, Nuclear Blast)

з Harakiri for the Sky
- Arson (2018, Мистецтво пропаганди)
- Mære (2021, Мистецтво пропаганди)